# Ophiothrix leucospida
Ophiothrix leucospida is een slangster uit de familie Ophiotrichidae.
De wetenschappelijke naam van de soort werd in 1930 gepubliceerd door René Koehler.